# Celinka (glasbena založba)
Agencija Celinka d.o.o. je slovensko podjetje s sedežem v Ljubljani, ustanovljeno leta 2007. Njen ustanovitelj, lastnik in umetniški vodja je Janez Dovč, izvršni direktor pa Miha Dovč.
Celinka se ukvarja z glasbenim založništvom, produkcijo glasbe za oglaševalske akcije in organizacijo glasbenih dogodkov (npr. festival GodiBodi v sodelovanju z Zavodom GodiBodi). 

### Nekateri izmed ustvarjalcev pod okriljem založbe
- Aleš Hadalin & Petzapet
- Bilbi
- Elevators
- Eva Hren & Sladcore
- Jararaja
- Katice
- Katja Šulc
- Klarisa Jovanović & Della Segodba
- Manouche
- Nana Milčinski
- Neomi
- Papir
- Polona Kasal
- Rudi Bučar in Istrabend
- Vesna Zornik

### Kritike
Glasbeni kritik Matjaž Ambrožič je Celinko označil za sinonim za ljubko hudomušnost slovenskega malomeščanskega popevkarstva ali rodnogrudne različice infantilnega srednjeevropskega šansonjerstva.